# Lay It on Me
"Lay It on Me" é uma canção da cantora norte-americana de rhythm and blues (R&B) Kelly Rowland, com participação do rapper americano Big Sean, tirada do terceiro álbum de estúdio de Rowland, Here I Am (2011). Foi revelada no fim de Junho de 2011, e enviada para a rádio rhythmic contemporary americana em 16 de Agosto de 2011 pela editora discográfica Universal Motown como o terceiro single do álbum. "Lay It on Me" é uma música de ritmo acelerado do género musical R&B que apresenta uma produção com piano, com elementos de 808s e música Hi-NRG. Foi escrita por Ester Dean e Big Sean, e co-escrita e produzida por Hit-Boy. As letras giram em torno de Rowland dizendo ao seu homem exactamente o que ela quer a nível sexual.
Comentários iniciais da música foram positivos, com a maioria dos críticos elogiando as letras, a produção progressiva e o apelo sexual. Em 15 de Outubro de 2011, a canção atingiu a quadragésima terceira posição da tabela musical americana Hot R&B/Hip-Hop Songs. Mas, "Lay It on Me" não conseguiu entrar na tabela de singles oficial, Billboard Hot 100. O vídeo musical foi dirigido por Sarah Chatfield, a mesma que dirigiu os vídeos de "Forever and a Day" (2010) e de "Motivation" (2011). Estreou em 12 de Outubro de 2011 no canal oficial da artista no VEVO.

## Antecedentes e lançamento
Devido ao sucesso alcançado por "Motivation" (2011), primeiro single norte-americano de Here I Am, na liderança da tabela de canções R&B/Hip-Hop por sete semanas não consecutivas, Rowland optou por acompanhar a música com outra canção R&B. Esta viria a ser "Lay It on Me", enviada às principais estações de rádio de música urbana a 14 de Junho de 2011. Todavia, Hit-Boy, produtor do tema, postou uma mensagem no Twitter informando que o lançamento online do single era de uma versão inacabada. A versão final foi divulgada digitalmente a partir de 17 de Julho de 2011 com um verso adicional do rapper norte-americano Big Sean, que expressou em entrevista à revista Billboard: "Kelly Rowland é uma lenda. Ela era parte de um grupo lendário. Antes de mais, ela é incrível. Sua energia, ela é tão brilhante. Ela está feliz. Eu amo fazer música com pessoas que amam o que fazem ... Eu posso dizer que ela realmente quer essa merda também. Foi perfeito. Eu amo essa música também. E ela é sensual também." Nos Estados Unidos, "Lay It on Me" foi enviada pela editora discográfica Universal Motown às estações de rádio de música contemporânea a 16 de Agosto e às de música urbana a 6 de Setembro, enquanto no Reino Unido foi apenas enviada às principais estações de rádio a 4 de Janeiro de 2012, com o seu lançamento oficial acontencendo a 5 de Fevereiro. O trabalho artístico para a capa do single, anunciada a 26 de Julho, foi retirado da sessão de fotos para a capa do álbum, fotografada por Derek Blanks, com maquilhagem por LaTasha Wright e cabelo por Kim Kimble.
Musicalmente, "Lay It on Me" é um tema R&B contemporâneo de ritmo acelerado com produção 808s e Hi-NRG caracterizado por uma melodia de "piano a tilintar" e batidas leves. Composta por Ester Dean, Big Sean e Chauncey "Hit-Boy" Hollis, as suas letras mostram Rowland a dizer aos seu homem exactamente o que deseja, com versos como "I wanna just kiss you now, I wanna just touch you now, I wanna just give you all my love tonight". Big Sean segue com linhas igualmente sexuais, "The king of California kings / You gotta call me sire / Watch me lay it down / And I ain't even tired".

## Recepção crítica
"Lay It on Me" foi igualmente descrita pelo jornal Sydney Star Observer como um "som pegajoso e cativante de discoteca" e um "outro [single] vencedor para Rowland," enquanto o sítio Sputnikmusic viu-a como "um tema de ritmo moderado elegantemente produzido." Contessa Gayles, para o portal AOL Music, também foi positiva para com a canção, comentando que tem algumas das emoções de "Commander" (2010) e descrevendo-a como "Rowland a vir forte a dizer ao seu homem apenas o que ela quer neste ritmo acelerado, canção de amor de sentir-se bem com a quantidade certa de sensualidade." Segundo Jenna Hally Rubenstein, do MTV Buzzworthy, Rowland usa "Lay It on Me" para mostrar "como ela gosta de uhhhh, descer," e a aparição de Big Sean acrescenta "credibilidade das ruas para uma gravação pop/R&B." Escrevendo para o portal britânico Digital Spy, Lewis Corner afirmou ser "bom ouvir que a K-Ro não abandonou completamente suas raízes de hip-hop." No entanto, nem todas as opiniões foram positivas, tais como as de Ken Capobianco, do The Boston Globe, que sentiu que "Lay It On Me" não fez nada para ajudar Rowland a "estabelecer a sua singularidade," factor que faz do tema um dos mais genéricos de Here I Am. Segundo ele, os "arranjos diagramados" pareceram "novas iterações da fórmula estabelecida para muitas artistas pop e R&B femininas." Adam Markowitz, para o Entertainment Weekly, comentando que embora grande parte de Here I Am seja "ambiciosa," "Lay It On Me" é "arrogante." Para Alison Stewart, do The Washington Post, a música foi vítima da produção "de baixo octano" favorecida em Here I Am, descrevendo a participação de Big Sean como "preguiçosa": "ninguém parece estar a se esforçar, especialmente Big Sean, que soa como se estivesse a cuspir os seus versos com um olho na porta."

## Vídeo musical

O vídeo de "Lay It on Me" (acima) foi comparado com o de "Now I'm That Bitch" (2009; abaixo) da cantora bardiana britânica Livvi Franc.

A produção para o vídeo musical iniciou em meados de Setembro de 2011, sob realização da fotógrafa de moda britânica Sarah Chatfield. Esta é a terceira vez que Chatfield trabalha com Rowland, tendo dirigido os visuais para "Forever and a Day" (2010) e "Motivation" (2011). O teledisco para "Down for Whatever", single subsequente do álbum, foi filmado juntamente com o de "Lay It On Me". O blogue Rap-Up revelou as primeiras imagens a 9 de Setembro, apresentando Rowland em um collant dourado e Big Sean sentado em degraus de ouro. Mais imagens viriam a ser dibulgadas mais tarde pelos serviços Idolator e Hip Hollywood em Setembro. Uma antevisão do vídeo musical foi publicada no Rap-Up a 29 de Setembro, enquanto a versão final foi lançada a 12 de Outubro no Vevo e a 18 de Outubro no iTunes. Segundo o Rap-Up, a cantora "empilha mais sexo enquanto fica íntima com suas co-estrelas masculinas semi-nuas (woah dear), acaricia um slinky, aconchega um elefante, e namora com Big Sean." O lançamento do vídeo de "Lay It on Me" trouxe acusações de plagiarismo, após o público ter notado semelhanças com o vídeo musical de "Now I'm That Bitch" (2009) de Livvi Franc, também dirigido por Chatfield.
Comentando sobre o trabalho para o Idolator, o crítico musical Robbie Daw declarou haver "uma abundância de imagens não tão subtil, como quando Kelly estende um Slinky e esfrega-o por todo o corpo (crianças, realmente não tentem isso em casa), e a sua co-estrela Susie a Elefante leva a sua tromba e, er, coloca-a em Rowland. O visual perfeito para uma música sensual que dá continuidade ao que o êxito fumegante de verão de Kelly, "Motivation", iniciou." Jocelyn Vena, para o MTV News, escreveu que "Rowland coloca sua sexualidade em plena exibição, usando vários fatos de banho ostentadores-de-pele. A cantora de R&B mostra alguma arrogância sexual enquanto mói, esfrega e até avalia um bando de homens."

## Apresentações ao vivo
Rowland e Sean interpretaram "Lay It on Me" pela primeira vez ao vivo no Jimmy Kimmel Live! na noite de 26 de Setembro de 2011. A personalidade televisiva Perez Hilton elogiou o desempenho "fantástico," assim como Robbie Daw, do Idolator, que comentou: "Será apenas eu ou o par fantástico de pernas de Rowland pareciam ainda maiores no Jimmy Kimmel Live! na noite passada? A diva vestida de preto arrebentou o palco com dois êxitos sensuais de Here I Am - 'Lay It On Me' e 'Motivation'." Katherine St. Asaph, do Popdust, comentou que Kelly arrasou e elogiou as calças de Big Sean por serem a coisa mais brilhante no palco.

## Créditos
Créditos adaptados do encarte do álbum Here I Am (2011):
Gravação
- Eyeknowasecret Studio, Brentwood, Califórnia
- Westlake Studios, Los Angeles, Califórnia.
- Os versos de Big Sean foram gravados nos KMA STUDIOS, Nova Iorque, Nova Iorque.
- Vocais adicionais foram gravados no Studio A Recording Inc, Dearborn Heights, Michigan.

Pessoal
- "Big Sean" Anderson — vocais de rap, composição
- Ester Dean — composição
- Aubry "Big Juice" Delaine — engenharia de gravação, gravação vocal
- Jesus Garnica — assistente de mixagem
- Chris Gehringer — masterização de áudio
- Chauncey "Hit-Boy" Hollis — composição, produção, programação
- Jaycen Joshua — mixagem
- Kelly Rowland — vocais principais, vocais de apoio

## Desempenho nas tabelas musicais
Segundo a publicação de 17 de Setembro de 2011 da revista Billboard, "Lay It on Me" fez a sua estreia na tabela Mainstream Top 40 no número 93, subindo para 87 na semana seguinte, e finalmente atingindo o seu pico na 79.ª posição na semana de 1 de Outubro. Duas semanas depois viria a alcançar o seu pico na 43.ª colocação da tabela de R&B/Hip-Hop norte-americana e na 88.ª da tabela musical do Japão. No Reino Unido, atingiu a 69.ª colocação na publicação de 5 de Fevereiro de 2012, na qual permaneceu por mais uma semana, antes de abandonar a tabela a 19 de Fevereiro. Porém, teve um desempenho ligeiramente melhor na tabela de canções R&B britânica, na qual alcançou a 19.ª posição.
| País — Tabela musical (2011)                                 | Melhor posição |
| ------------------------------------------------------------ | -------------- |
| Estados Unidos — Hot R&B/Hip-Hop Songs (Billboard)           | 43             |
| Estados Unidos — Hot Digital Songs (Billboard)               | 136            |
| Estados Unidos — Radio Songs (Billboard)                     | 79             |
| Japão — Japan Hot 100 (Billboard)                            | 88             |
| Reino Unido — UK Singles Chart (The Official Charts Company) | 69             |
| Reino Unido — UK R&B Chart (The Official Charts Company)     | 19             |
| Romênia — Romanian Top 100                                   | 59             |